# Aeolosia multipunctata
Aeolosia multipunctata là một loài bướm đêm thuộc phân họ Arctiinae, họ Erebidae.